# درجستجوی فلینی
درجستجوی فلینی (انگلیسی: In Search of Fellini) یک فیلم در ژانر ماجراجویی به کارگردانی ماریسول نیکولز است که در سال ۲۰۱۷ منتشر شد.